# جماعة الترك
جماعة الترك (بالأوردية: ترك جماعت)، مجتمع مسلم يوجد في ولاية كجرات في الهند. هاجر العديد من أفراد مجتمع جماعة الترك المسلم إلى باكستان بعد الاستقلال في عام 1947 واستقروا في كراتشي.

## التاريخ والأصل
يزعم أفراد مجتمع جماعة الترك أنهم ينحدرون من الجنود الترك الذين خدموا في جيش نواب (الحاكم) جوناغاد. يزعمون أنهم أول المستوطنين المسلمين في منطقة سورات في كاثيوار، ويدعون أنهم أتوا من آسيا الوسطى كجنود في جيش علاء الدين خلجي. لا يزال المجتمع موجودًا بشكل رئيسي في تالوكا فيراوال في مقاطعة جوناغاد. يتواجدون أيضًا في تالوك اكيشود ويونا وماندفي في مقاطعة جوناغاد. المجتمع يتحدث اللغة الغوجاراتية، وبالهجة كاثيوارية.